# Winterbach (St. Wendel)

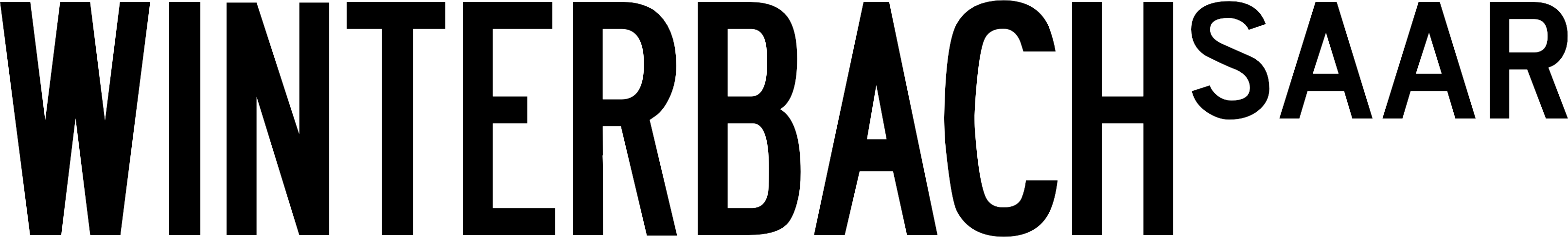
Logo von Winterbach (seit 2014)

Winterbach ist ein Ortsteil von St. Wendel im Saarland und nach Bliesen der zweitgrößte Ortsteil der Kreisstadt.

## Geschichte
Winterbach liegt an der Rheinstraße, einer Römerstraße, deren Ursprünge bis in die Keltenzeit zurückgehen. Daher kann von einer Besiedlung bereits um 500 v. Chr. in der Hallstattzeit ausgegangen werden. In Winterbach wurde auch das einzige komplett erhaltene Relikt der Hallstattzeit im ganzen Saarland gefunden, ein Mahlstein. Einige keltische Gräber befinden sich in der Nähe der Worrach, eines Wasserlaufes. In römischer Zeit standen in Winterbach viele Villae, deren Grundmauern oft im 20. Jahrhundert bei Bauarbeiten entdeckt wurden. Für eine weiterreichende archäologische Erforschung der frühgeschichtlichen Bebauung war allerdings auch damals schon die Ausdehnung von Häusern und Straßen zu weit fortgeschritten.
1242 wurde Winterbach erstmals urkundlich erwähnt. Aus diesem Anlass wurde 2012 an drei Tagen im August eine 770-Jahr-Feier veranstaltet.
Bis 1814 war Winterbach dem Kanton Tholey im Département Moselle zugeordnet.
Am 1. Januar 1974 wurde die Gemeinde Winterbach im Rahmen der Gebietsreform in die Kreisstadt Sankt Wendel eingegliedert.

## Gegenwart
Winterbach sei „nie ein Zentrum von irgendetwas, weder kirchlich, wo Winterbach bis zum Bau einer eigenen Kirche ganz nach Alsweiler orientiert war, noch politisch oder wirtschaftlich“ gewesen, heißt es auf der Website des Dorfes. Dennoch ist Winterbach heute, auch bedingt durch die günstige geografische Lage zwischen St. Wendel und der Autobahn A1, ein beliebter Wohnort. Gleichzeitig wird durch die Barrierewirkung des ehemaligen Truppenübungsplatzes eine gewisse Trennung von der Kreisstadt und eine Eigenständigkeit gefördert.

## Politik
Ortsvorsteher Gerhard Weiand (CDU) ist seit 1994 in diesem Amt tätig. Insgesamt ist Winterbach CDU-geprägt, wobei die SPD bei den Ortsratswahlen 2019 erstmals seit langer Zeit wieder eine größere Steigerung verzeichnen konnte. Mit den Wahlergebnissen stellt die CDU derzeit sieben Ortsratsmitglieder, während die SPD vier Abgeordnete entsendet.

## Kirche
1906 fertiggestellt, ist die Pfarrkirche von Winterbach eine der letzten in Deutschland erbauten neogotischen Kirchen. Seit 2012 gehört sie zur Pfarreiengemeinschaft St. Wendel.

## Verkehr
Winterbach liegt an der Bundesstraße 269 und an der Landesstraße 1. Ordnung 133. Die Anschlussstelle „St. Wendel-Winterbach“ der B 41 liegt hingegen nicht in Winterbach, sondern am Wendelinuspark in St. Wendel.

## Trivia

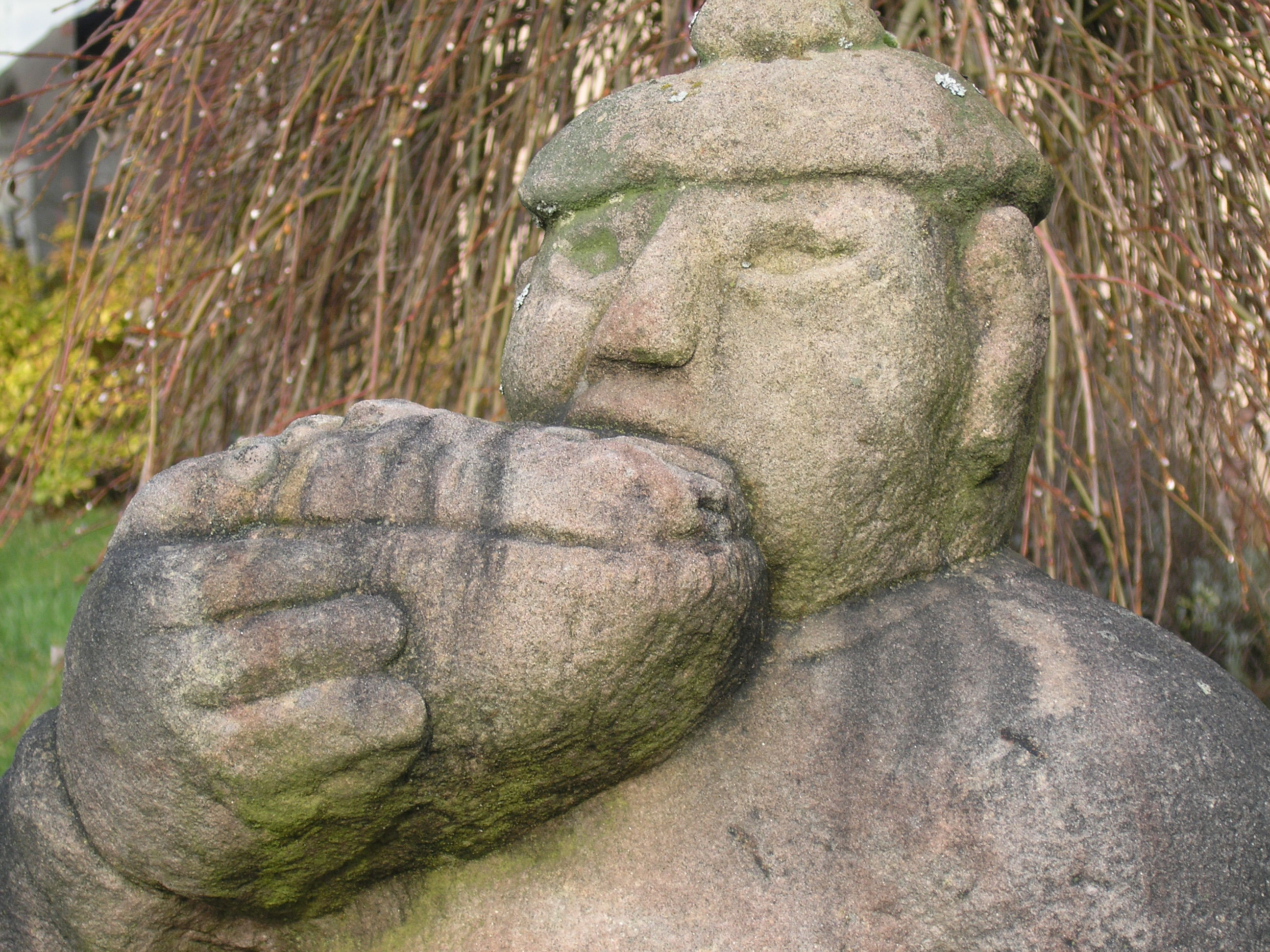
Detail der „Käsfresser“-Statue

- Detail der „Käsfresser“-StatueWie für viele Orte „auf dem Land“ gibt es auch für die Winterbacher einen – mehr oder weniger ironischen – Ortsnecknamen: Die Bezeichnung als „Käsfresser“ wird heutzutage allerdings eher als Kompliment eingeschätzt[6]. Hiervon zeugt auch eine Statue eines Mannes mit Käselaib, die im letzten Jahrhundert am nordöstlichen Dorfrand aufgestellt wurde.

## Persönlichkeiten
- João Batista Becker (1870–1946), Erzbischof von Porto Alegre[9]
- Stephan Kolling (* 1972), Staatssekretär im Landesministerium für Soziales, Gesundheit, Frauen und Familie
- Karl Recktenwald (1931–1964), Motorradrennfahrer
- Theodor Trost (1888–1959), Leiter des Landeskriminalpolizeiamts im Saarland von 1948 bis 1953